# Sergio e Bacco
I santi Sergio e Bacco erano, secondo l'agiografia cristiana, due ufficiali dell'esercito romano di religione cristiana, stanziati in Oriente e che avevano un'alta posizione presso la corte di Massimino Daia, tetrarca d'Oriente dal 305; i due furono denunciati da nemici invidiosi e quando si rifiutarono di sacrificare a Giove furono martirizzati.

## Il martirio
I dettagli dell'agiografia spingono a collocare il martirio nell'ambito della terribile persecuzione anticristiana scatenata dai tetrarchi in quegli anni, per iniziativa di Diocleziano e specialmente in Oriente. Esso avvenne nell'anno 303 in Siria, a Resafa (Sergio) e nel castrum di Barbalissa (Bacco).

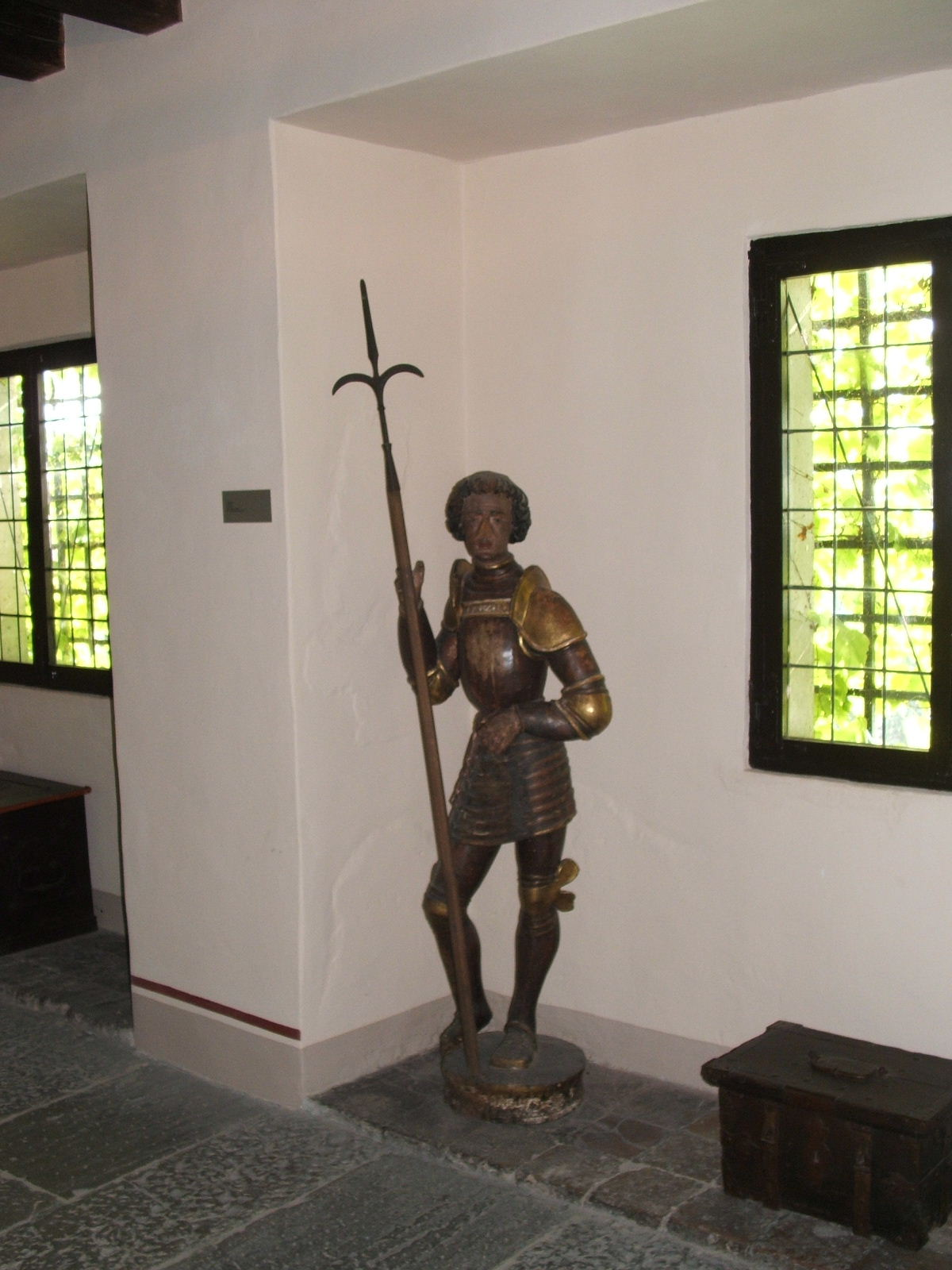
Statua di San Sergio al castello di San Giusto, a Trieste.

La tradizione è prodiga di dettagli riguardo alle modalità con cui i due martiri furono uccisi. Bacco sarebbe stato flagellato a morte, mentre Sergio sarebbe stato costretto a fare il giro dei castra della zona camminando con chiodi confitti nei piedi, e infine sarebbe stato decapitato. Secondo la leggenda, l'alabarda di Sergio cadde dal cielo sulla città di Trieste nel momento del suo martirio: tale arma, oltreché elemento iconografico identificativo del santo, è divenuta il simbolo della città di Trieste, di cui Sergio è patrono secondario, e l'originale manufatto, venerato come reliquia, è conservato presso il tesoro della cattedrale.

## Culto

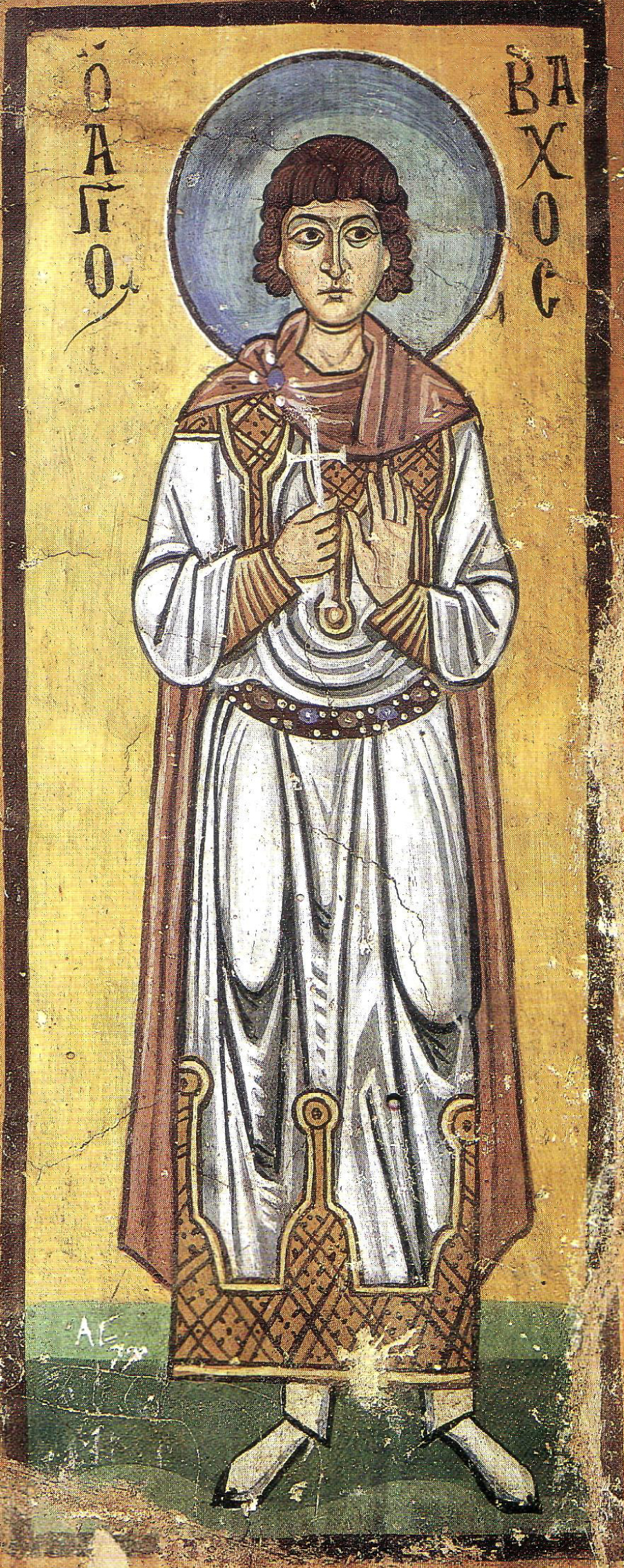
San Bacco, affresco bizantino nel monastero di Hosios Lukas.

Planimetria della chiesa dei Santi Sergio e Bacco ad Istanbul.

La venerazione per i due martiri in Oriente fu sempre amplissima: al solo Sergio fu dedicato un santuario che il vescovo Alessandro di Ierapoli costruì in Frigia. In Siria fu edificato nel V secolo un altro importantissimo santuario, divenuto meta di pellegrini e nomadi che formarono un villaggio cui Giustiniano diede il nome di Sergiopoli, oggi Rusafa, una delle principali città dell'oriente protobizantino. La grande basilica si erge tuttora in spettacolari rovine. Un'altra antichissima chiesa dedicata ai due santi si trova a Ma'lula. Le loro spoglie si trovano oggi nella Basilica di San Pietro di Castello a Venezia, anticamente consacrata al loro culto.
Dal IX secolo una chiesa di Roma è a loro dedicata: la chiesa dei Santi Sergio e Bacco degli Ucraini.
Un bassorilievo del 1179 originario del monastero di San Silvestro di Nogara con l'immagine dei due santi orna il cosiddetto Sarcofago (o anche Arca) dei santi Sergio e Bacco.
Ma la testimonianza principale e forse più nota del culto duplice verso i due santi è la splendida chiesa dei Santi Sergio e Bacco a Costantinopoli, oggi moschea (Küçük Aya Sofya Cami), una delle circa trenta chiese bizantine conservate a Istanbul. È nota in quanto gioiello della prima arte giustinianea (anticipa certe caratteristiche architettoniche di Santa Sofia, da cui il nome di Moschea "Piccola Santa Sofia" con cui è chiamata in turco).
In età bizantina Sergio e Bacco erano i patroni dell'esercito e dei soldati, con festa il 7 ottobre (ma la festa di Bacco era stata originariamente fissata al 1º ottobre).

## Controversie
Presunta relazione affettiva
Una particolarità del loro martirio è che entrambi, come prima cosa, furono costretti a sfilare davanti alla popolazione vestiti da donna e a subire il dileggio generale.
Questo dettaglio inusuale sarebbe, secondo lo storico John Boswell, il primo segnale di una tradizione sotterranea, tacitamente proseguita nei secoli (nei rimandi letterari e, soprattutto, nelle rappresentazioni iconografiche), che vedrebbe i due, oltreché come colleghi, legati da un rapporto d'amore omosessuale, che il travestimento femminile intendeva mettere alla berlina pubblicamente. Fra gli argomenti portati a favore della sua tesi, Boswell indica che nell'iconografia medievale tra i due santi emergerebbe talvolta l'allusione al loro stretto legame, ad esempio nel raffigurare le due aureole che li coronano come intrecciate, e non divise. La metodologia storica e le conclusioni di Boswell sono state peraltro ripetutamente contestate da altri studiosi.
Adozione da parte dei cristiani gay
Indipendentemente dalla fondatezza dell'interpretazione di John Boswell, sulla quale il dibattito è ancora in corso, Sergio e Bacco sono diventati oggetto di venerazione da parte di diverse comunità cristiane gay. Nel 1994 un'icona dipinta dal pittore francescano Robert Lentz fu portata in parata alla marcia per il Gay Pride di Chicago, ed è in seguito diventata un popolare simbolo gay.